# Destino (revue)
Pour les articles homonymes, voir Destino.
Destino est une revue hebdomadaire lancée à Burgos en 1937, pendant la guerre civile espagnole, et rassemblant les intellectuels catalans soutenant le camp franquiste.
Une fois la guerre terminée, le siège de la revue est transféré à Barcelone et elle évolue progressivement vers des positures plus libérales.
Elle est à l'origine de la maison d'édition homonyme.
Sa publication prend fin en 1980 — le projet est réactivé en 1985 mais seuls 5 numéros sont publiés —.